# 40ª Brigata artiglieria "Granduca Vitoldo"
La 40ª Brigata autonoma artiglieria "Granduca Vitoldo" (in ucraino 40-ва окрема артилерійська бригада імені Великого князя Вітовта?, 40-va okrema artylerijs'ka bryhada imeni Velykoho knjazja Vitolda, unità militare A2227) è un'unità di artiglieria delle Forze terrestri ucraine, subordinata al Comando operativo "Sud" e con base a Pervomajs'k.

## Storia
La brigata è stata creata il 25 maggio 2015 a Pervomajs'k, nell'oblast' di Mykolaïv, nella base dell'ex 46ª Divisione missilistica, unità sovietica passata all'Ucraina dopo la dissoluzione dell'URSS e sciolta nel 2002. Venne subito impiegata durante la guerra del Donbass, nelle regioni di Mariupol' e Volnovacha. Nel maggio 2016 le fu assegnato il 19º Battaglione fanteria motorizzata (ex battaglione di difesa territoriale), che a settembre dello stesso anno verrà sciolto per formare il battaglione di protezione della brigata. Il 23 agosto 2020 l'unità è stata ufficialmente dedicata al Granduca di Lituania Vitoldo il Grande.
Allo scoppio dell'invasione russa dell'Ucraina il 24 febbraio 2022 la brigata si trovava schierata presso Charkiv, a ridosso del confine russo. Ha contribuito alla difesa della città per tutta l'estate, e a settembre ha preso parte alla controffensiva ucraina nella regione di Charkiv, venendo per questo insignita dell'onorificenza "Per il Valore e il Coraggio" da parte del presidente dell'Ucraina Volodymyr Zelens'kyj. Nei mesi successivi, dopo la liberazione di Izjum e Lyman, ha continuato a sostenere lo sforzo ucraino oltre il fiume Oskol in direzione di Svatove e Kreminna.
A partire da novembre la brigata, equipaggiata anche con obici statunitensi M777 da 155 mm, è stata impiegata a difesa della città di Bachmut, infliggendo gravi perdite alle unità del Gruppo Wagner in coordinamento con gli osservatori e gli artiglieri della 53ª Brigata meccanizzata. In particolare fra gennaio e febbraio 2023 ha supportato la difesa del fianco sud dello schieramento ucraino a Bachmut, frustrando ogni tentativo di avanzata russo verso Ivanivs'ke nel settore tenuto oltre che dalla 53ª anche dalla 28ª Brigata meccanizzata, dalla 3ª Brigata d'assalto "Azov" e dalla 4ª Brigata di reazione rapida.
Nell'agosto 2025, in concomitanza con la riforma delle Forze armate dell'Ucraina verso una struttura basata sui corpi d'armata, elementi della brigata sono stati distaccati per andare a costituire la nuova 60ª Brigata artiglieria.

## Struttura
- Comando di brigata[15]
- 1º Battaglione artiglieria (2A36 Giatsint-B)
- 2º Battaglione artiglieria (2A36 Giatsint-B)
- 3º Battaglione artiglieria (2A65 Msta-B)
- 4º Battaglione artiglieria (2A65 Msta-B)
- Battaglione artiglieria anticarro (MT-12 Rapira)
- Battaglione acquisizione obiettivi
- 19º Battaglione di protezione
- Compagnia genio
- Compagnia manutenzione
- Compagnia logistica
- Compagnia comunicazioni
- Compagnia radar
- Plotone difesa NBC
- Plotone medico

## Comandanti
- Colonnello Volodymyr Rjabokon' (2015)
- Colonnello Serhij Pančenko (2015-2017)
- Colonnello Oleksandr Lavrynenko (2017-in carica)